# Османабад
Османабад (англ. Osmanabad) — город в индийском штате Махараштра. Административный центр округа Османабад. Средняя высота над уровнем моря — 646 метров. По данным всеиндийской переписи 2001 года, в городе проживало 80 612 человек, из которых мужчины составляли 52 %, женщины — соответственно 48 %. Уровень грамотности взрослого населения составлял 74 % (при общеиндийском показателе 59,5 %). 14 % населения было моложе 6 лет.